# Връшник (връх)
Вижте пояснителната страница за други значения на Връшник.
Връшник е най-високият връх на планината Лисец. Надморската му височина е 1500 м. Намира се на 3 км югозападно от село Лисец. Изграден е от метаморфни скали. Отчасти е зелесен с буки дъб. Туристически обект. През върха минава газопровод. До него се стига по два „черни“ пътя – от с. Лисец и от с. Горна Брестница. По-добрият път е от с. Лисец.